# فرنسيس غراهام سميث
فرنسيس غراهام سميث (بالإنجليزية: Francis Graham-Smith) (و. 1923 – م) هو عالم فلك من المملكة المتحدة. وهو عضو في الجمعية الملكية. تعلم في جامعة كامبريدج

## جوائز
حصل على جوائز منها:
- زميل في الجمعية الملكية
- قلادة ملكية.